# Carrabin
Carrabin is een plaats in de regio Wheatbelt in West-Australië.

## Geschiedenis
Ten tijde van de Europese kolonisatie leefden de Kalamaia Aborigines in de streek.
Het dorp werd in 1912 gesticht. Het werd naar een reeds aanwezig nevenspoor van de Eastern Goldfields Railway vernoemd. De naam is Aborigines van oorsprong maar de betekenis is niet bekend.
Nabij Yerbillon, zes kilometer ten oosten van Carrabin, werd een pompstation gebouwd voor C.Y. O'Connors in 1903 geopende meer dan 500 kilometer lange waterpijpleiding van Mundaring naar Kalgoorlie.
In 1932 besliste Wheat Pool of Western Australia om twee graanzuigers voor het vervoer van graan in bulk aan het nevenspoor te plaatsen.
In de jaren 1980 was net ten zuiden van Carrabin een bodemonderzoeksstation actief.

## 21e eeuw
Carrabin maakt deel uit van het lokale bestuursgebied (LGA) Shire of Westonia, een landbouwdistrict. Het is een verzamel- en ophaalpunt voor de oogst van de graanproducenten uit de streek die bij de Co-operative Bulk Handling Group zijn aangesloten.
Tijdens de volkstelling van 2016 werden in Carrabin geen inwoners geteld.

## Transport
Carrabin ligt langs de Great Eastern Highway. Het ligt 299 kilometer ten oostnoordoosten van de West-Australische hoofdstad Perth, 69 kilometer ten westen van Southern Cross en 13 kilometer ten zuiden van Westonia, de hoofdplaats van het district waarvan Carrabin deel uitmaakt.
De Eastern Goldfields Railway loopt langs Carrabin. De 'Prospector'-treindienst van Transwa houdt er halt.

## Klimaat
De streek kent een steppeklimaat.